# Dukatenfalter
Der Dukatenfalter (Lycaena virgaureae) ist ein Schmetterling (Tagfalter) aus der Familie der Bläulinge.

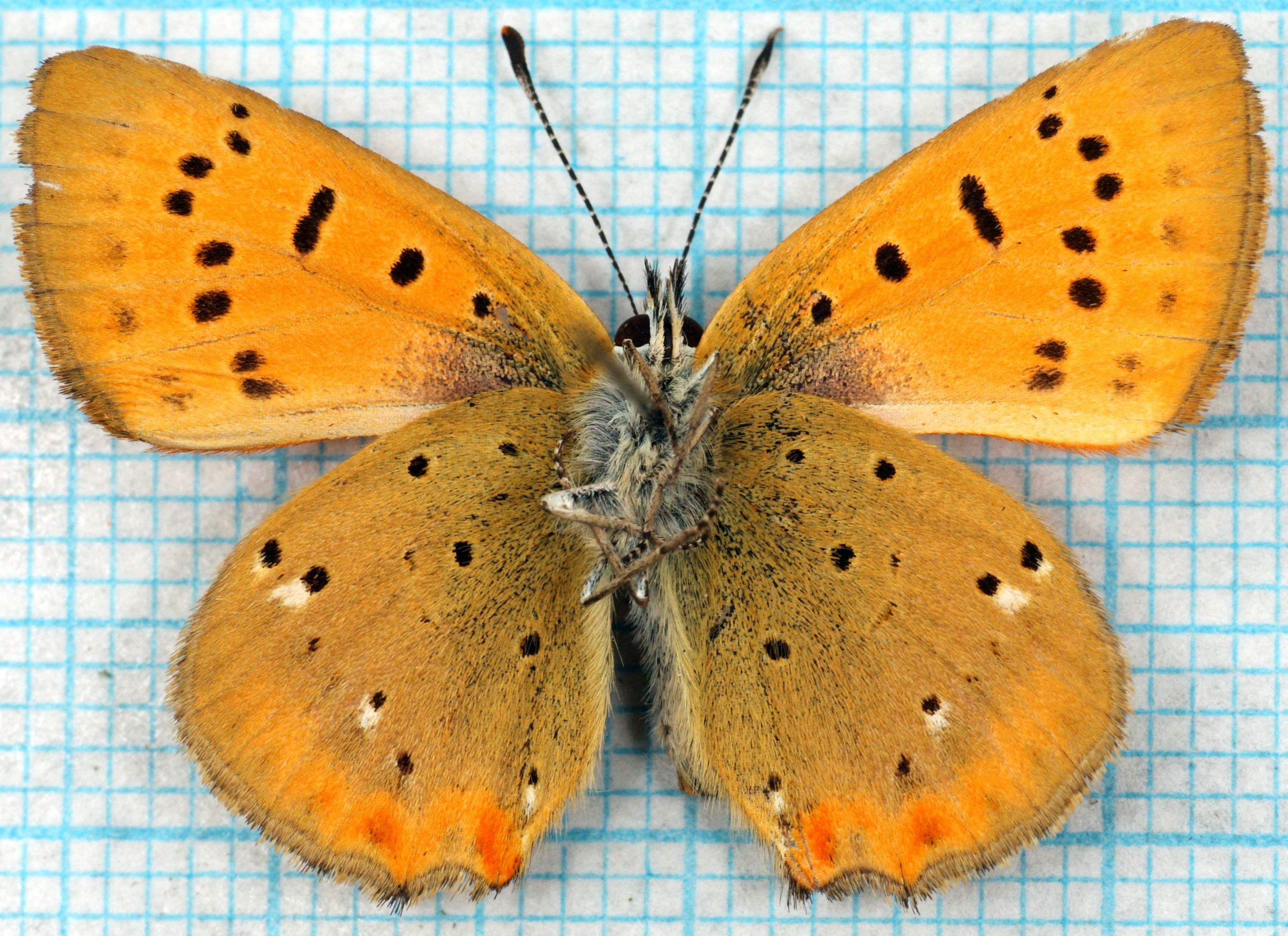
♂, unterseite

## Beschreibung
Die Unterseiten der Hinterflügel sind gelblich und tragen nur wenige schwarze Punkte, in deren unmittelbarer Nähe sich jedoch charakteristische weiße Flecke befinden. Die Art weist einen Sexualdichroismus auf: Männliche Falter sind auf der Flügeloberseite leuchtend goldrot gefärbt, die Weibchen besitzen breitere orange gefärbte Flügel mit einer dunklen Zeichnung.

## Unterarten
- Lycaena virgaureae montanus Meyer-Dür, 1851. Kommt in den Alpen in Frankreich, Schweiz, Italien, Deutschland und Österreich in Höhen von 1.700 bis 2.500 Metern vor.
- Lycaena virgaureae miegii Vogel, 1857. Nord- und Mittelspanien in Höhen von 600 bis 1.600 Metern.

## Ähnliche Arten
- Lycaena ottomanus (Lefèbvre, 1830)
- Großer Feuerfalter Lycaena dispar (Hayworth, 1802)

## Flugzeit
Es tritt eine Generation von Mitte Juli bis Mitte September auf, in einigen Gegenden auch schon im Juni.

## Lebensraum
Lycaena virgaureae lebt bevorzugt auf blütenreichem Magerrasen. Der Feld-Thymian stellt die wichtigste Nektarpflanze für ihn dar.

## Lebensweise
Die Eiablage erfolgt an ausgetrockneten Pflanzenteilen, zum Beispiel an dürren Stängeln von Wiesen-Sauerampfer (Rumex acetosa). Die Eier sind weiß gefärbt und etwas größer als die der anderen Feuerfalterarten. Die Raupen sind grün gefärbt, nachtaktiv und fressen Ampfer. Lycaena virgaureae ist der einzige eiüberwinternde Feuerfalter. Die Falter saugen an Blüten von Schirmblütlern wie Giersch (Aegopodium), Wasserdost (Eupatorium), Baldriane (Valeriana) und Kleine Bibernelle (Pimpinella saxifraga).

## Verbreitung
Der Dukatenfalter Lycaena virgaureae ist verbreitet in Mitteleuropa. In Spanien kommt er in den Pyrenäen und im Kantabrischen Gebirge vor. In Südfrankreich ist er im Massif Central vertreten. Sein Verbreitungsgebiet erreicht im Norden den Polarkreis von Fennoskandinavien; im Süden Nord- und Nordwestgriechenland. Er fehlt jedoch auf den Britischen Inseln, in Belgien und den Niederlanden. Sein Verbreitungsgebiet reicht im Osten bis in die Mongolei. Der Dukatenfalter kommt vom Flachland bis ins Gebirge auf 2.000 Meter Höhe vor.

## Gefährdung und Schutz
- Rote Liste Deutschland: 3 (gefährdet).[4]